# ESG (gruppo musicale)
Gli ESG (Emerald Sapphire & Gold) sono un gruppo newyorkese no wave nato nei primi anni 80. Gli ESG hanno influenzato molti generi musicali tra cui: hip hop, post-punk, disco e dance punk.

## Storia
La band originariamente era formata da le sorelle Scroggins, Renee (voce), Valerie (percussioni), Deborah (basso) e Marie (conga, voce) e l'amico Tito Libran (conga. voce). La musica degli ESG è concentrata su poliritmi. Il loro primo EP omonimo, prodotto da Martin Hannett, conosciuto per aver prodotto gran parte della discografia dei Joy Division, uscì nel 1981. Nel 1983 uscì il loro primo album, Come Away with ESG. I lavori del gruppo raggiunsero la popolarità poiché molti artisti hip-hop campionarono i loro brani.

## Discografia

### Album
- 1983 - Come Away with ESG
- 1991 - ESG
- 2002 - Step Off
- 2006 - Keep on Moving

### EP
- 1981 - ESG
- 1982 - ESG Says Dance to the Beat of the Moody
- 1992 - Sample Credits Don't Pay Our Bills

### Live
- 1995 - ESG Live!

### Raccolte
- 2000 - A South Bronx Story
- 2007 - A South Bronx Story 2 - Collector's edition : Rarities
- 2010 - Dance to the Best of ESG